# فرودگاه بانف
فرودگاه بانف (به انگلیسی: Banff Airport) یک فرودگاه خصوصی با کد یاتا YBA است که یک باند فرود چمن و برف دارد و طول باند آن ۹۱۴ متر است. این فرودگاه در شهر بنف کشور کانادا قرار دارد و در ارتفاع ۱۳۹۷ متری از سطح دریا واقع شده‌است.